# Wüstensachsen
Wüstensachsen ist ein Ortsteil der Gemeinde Ehrenberg (Rhön) im Landkreis Fulda in Hessen und Sitz der Gemeindeverwaltung. Der Ort ist ein staatlich anerkannter Luftkurort.

## Geographische Lage
Wüstensachsen befindet sich am oberen Ende des Ulstertals. Die hier an den Berghängen entspringende Ulster fließt durch den Ort in Richtung Norden. Wüstensachsen ist in allen anderen Richtungen von den bis zu 900 Meter hohen Bergen der Rhön umgeben, darunter die Wasserkuppe im Westen, der Heidelstein im Süden und der Stirnberg im Osten.
Wüstensachsen grenzt im Norden an Melperts, im Westen an Reulbach und Sandberg, im Süden an Gersfeld (Rhön) und das bayerische Ginolfs sowie im Osten an das ebenfalls bayerische Roth vor der Rhön, einem Ortsteil von Hausen (Rhön).

## Politik

### Bürgermeister und Ortsvorsteher
Seit der Gebietsreform 1970 steht der Bürgermeister der fusionierten Gemeinde Ehrenberg (Rhön) vor.
Liste der Schultheiße, Ortsvorsteher und Bürgermeister der Gemeinde Wüstensachsen:
| Funktion                | Name                        | von  | bis  | Bild |
| ----------------------- | --------------------------- | ---- | ---- | ---- |
| Amtsvogt und Schultheis | Wolf Albrecht von Thüngen   |      |      |      |
| Amtsvogt und Schultheis | Johann Wilhelm Stöhr        | 1699 | 1702 |      |
| Schultheis              | Johann Philipp Mötzinger    | 1702 |      |      |
| Schultheis              | Reith Röder                 |      | 1708 |      |
| Schultheis              | Johann Binder               | 1708 | 1723 |      |
| Schultheis              | Thomas Fey                  | 1723 | 1730 |      |
| Schultheis              | A.A. Pfister                | 1730 | 1740 |      |
| Schultheis              | Johann Knüttel              | 1740 | 1742 |      |
| Schultheis              | Johann Glüber               | 1742 | 1752 |      |
| Schultheis              | Neidharth Röder             | 1752 | 1763 |      |
| Schultheis              | Johann Heinrich Röder       | 1763 | 1771 |      |
| Schultheis              | Christov Klüber             | 1771 | 1798 |      |
| Schultheis              | Johann Bott                 | 1798 | 1816 |      |
| Schultheis              | Kilian Menz                 | 1826 | 1836 |      |
| Ortsvorsteher           | Johann Happel               | 1836 | 1843 |      |
| Ortsvorsteher           | Sebastian Schmitt           | 1843 | 1857 |      |
| Ortsvorsteher           | Johann Romeis               | 1857 | 1860 |      |
| Ortsvorsteher           | Johann Josef Röder          | 1860 | 1866 |      |
| Ortsvorsteher           | Johann Bihn                 | 1866 | 1869 |      |
| Ortsvorsteher           | Georg Adam Heger (Gastwirt) | 1869 | 1876 |      |
| Ortsvorsteher           | Peter Grösch                | 1876 | 1895 |      |
| Bürgermeister           | Sebastian Romeis            | 1895 | 1906 |      |
| Bürgermeister           | Valentin Happel             | 1906 | 1933 |      |
| Bürgermeister           | Karl Huppmann               | 1933 | 1938 |      |
| Bürgermeister           | Vinzens Kümmel              | 1938 | 1939 |      |
| Bürgermeister           | Josef Schmitt               | 1939 | 1945 |      |
| Bürgermeister           | Josef Röder                 | 1945 | 1948 |      |
| Bürgermeister           | Hermann Keidel              | 1948 | 1952 |      |
| Bürgermeister           | Aloys Ebert                 | 1952 | 1960 |      |
| Bürgermeister           | Willi Laidig                | 1961 | 1968 |      |
| Bürgermeister           | Josef Walburg               | 1968 | 1971 |      |
| Bürgermeister           | Waldemar Rippstein          | 1971 | 1983 |      |
| Bürgermeister           | Thomas Schreiner            | 1983 | 2019 |      |
| Bürgermeister           | Peter Kirchner              | 2019 |      |      |

## Geschichte

### Namensherkunft
Wüstensachsen soll schon im 8. oder 9. Jahrhundert bestanden haben und von Sachsen besiedelt worden sein. Diese hätten später den Ort wieder verlassen. Damit wurde er zur Wüstung. Daher stamme der Name Wüstensachsen. Allerdings merkt Erwin Sturm zur Entstehung des Namens an, dass die Volksmeinung aus dem Ortsnamen (wie auch bei Kleinsassen u. a.) auf Sachsen-Ansiedlungen zur Zeit Karls des Großen schließen möchte, dies aber sehr unwahrscheinlich sei. "Sachsen" sei von "Sassen" abgeleitet und bedeute Ansässige oder Siedlung am Felsen. Um 1500 war der Ort wüst, 1525 aber wieder besiedelt worden und wurde später zur Unterscheidung von Kleinsassen „Wüstensachsen“ genannt.

### 10. bis 19. Jahrhundert
Wüstensachsen wurde im Jahr 1141 erstmals erwähnt. 1141 wird Wüstensachsen urkundlich als Voestensasse erwähnt.
Durch die Pest im Jahre 1350 sterben 60 % der Einwohner.
Um 1500 wurde das Dorf vorübergehend verlassen und eine Wüstung. Ca. 1500 wurde die Pfarrei Wüstensachsen von Hilders abgetrennt und erscheint erstmals 1520 urkundlich. Das Adelsgeschlecht Steinau genannt Steinrück erbaut um 1500 eine Wasserburg und 1517 eine Kirche.1520 präsentierte Balthasar von Steinau genannt Steinrück dem Bischof von Würzburg einen neuen Pfarrer für die Pfarrei Wüstensachsen. Am 28. November 1527 erhält Balthasar von Steinau genannt Steinrück vom Fürstabt des Hochstifts Fulda Hartmann II. von Kirchberg und dem Koadjutor des Hochstifts Fulda Johann III. von Henneberg-Schleusinge die Burg Poppenhausen als Lehen einschließlich dem Dorf, Güter und Männer in Wüstensachsen.
Im Jahre 1590 brannte die Kirche bis auf den Chorraum und die Grundmauern vollständig ab. Es wurde eine neue Kirche erbaut. Der Wiederaufbau war 1597 abgeschlossen.
1673 wird eine Posthalterei im Oberen Wirtshaus errichtet.
In den Jahren 1718–1787 wanderten viele Bewohner von Wüstensachsen nach Ungarn und Russland aus.
Eine Volksschule wird 1732 erbaut.
Durch einen Großbrand 1780 werden 14 Wohnhäuser vernichtet.
Um 1800 war der Haupterwerbszweig die Tuchmacherei und Landwirtschaft.
Die Bundesstraße 278 von Bischofsheim in der Rhön nach Tann wurde in den Jahren 1835–1838 gebaut.
1851/52 wurde eine neue Kirche erbaut.
In den Jahren 1844 bis 1853 wanderten viele Wüstensachsener nach Amerika aus.  Nach dem Preußisch-Österreichischen Krieg 1866 gehörte Wüstensachsen von 1867 bis 1932 zum Landkreis Gersfeld im Regierungsbezirk Kassel der preußischen Provinz Hessen-Nassau.

### 20. bis 21. Jahrhundert
1910 erzeugt Fabian Diegelmann mit seiner Schlossmühle elektrische Energie und beliefert das Dorf mit Strom. Der Postomnibus löst 1913 die Postkutsche ab. Am 1. Februar 1916 wurde der Betrieb der Eisenbahnstrecke Hilders–Wüstensachsen aufgenommen.
1936/37 wurde ein Arbeitslager für weibliche Jugendliche durch die Nazis errichtet.
Durch mehrere Bombenangriffe im Zweiten Weltkrieg auf Wüstensachsen werden zahlreiche Häuser zerstört und Menschen getötet.
Im Jahre 1965 erhält Wüstensachsen das Prädikat „Staatlich anerkannter Erholungsort“.
Im Zuge der Gebietsreform in Hessen fusionierten am 31. Dezember 1970 die bis dahin selbständigen Gemeinden  Wüstensachsen, Melperts, Reulbach, Seiferts und Thaiden auf freiwilliger Basis zur neuen Gemeinde Ehrenberg (Rhön). Sitz der Gemeindeverwaltung wurde Wüstensachsen. Für Wüstensachsen wie für die anderen ehemals eigenständigen Gemeinden wurden Ortsbezirke mit Ortsbeirat und Ortsvorsteher nach der Hessischen Gemeindeordnung gebildet.
1983 erhielt Wüstensachsen das Prädikat „Luftkurort“.
Einwohnerentwicklung
| Wüstensachsen: Einwohnerzahlen von 1834 bis 2019 | Wüstensachsen: Einwohnerzahlen von 1834 bis 2019 | Wüstensachsen: Einwohnerzahlen von 1834 bis 2019 | Wüstensachsen: Einwohnerzahlen von 1834 bis 2019 | Wüstensachsen: Einwohnerzahlen von 1834 bis 2019 |
| --- | ------------------------------------------------ | ------------------------------------------------ | ------------------------------------------------ | ------------------------------------------------ |
| Jahr |                                                  |                                                  |                                                  | Einwohner                                        |
| 1834 | 1834                                             |                                                  | 1.115                                            | 1.115                                            |
| 1840 | 1840                                             |                                                  | 1.126                                            | 1.126                                            |
| 1846 | 1846                                             |                                                  | 1.154                                            | 1.154                                            |
| 1852 | 1852                                             |                                                  | 1.182                                            | 1.182                                            |
| 1858 | 1858                                             |                                                  | 1.112                                            | 1.112                                            |
| 1864 | 1864                                             |                                                  | 1.049                                            | 1.049                                            |
| 1871 | 1871                                             |                                                  | 1.086                                            | 1.086                                            |
| 1875 | 1875                                             |                                                  | 1.033                                            | 1.033                                            |
| 1885 | 1885                                             |                                                  | 985                                              | 985                                              |
| 1895 | 1895                                             |                                                  | 973                                              | 973                                              |
| 1905 | 1905                                             |                                                  | 1.002                                            | 1.002                                            |
| 1910 | 1910                                             |                                                  | 988                                              | 988                                              |
| 1925 | 1925                                             |                                                  | 1.014                                            | 1.014                                            |
| 1939 | 1939                                             |                                                  | 1.160                                            | 1.160                                            |
| 1946 | 1946                                             |                                                  | 1.536                                            | 1.536                                            |
| 1950 | 1950                                             |                                                  | 1.442                                            | 1.442                                            |
| 1956 | 1956                                             |                                                  | 1.259                                            | 1.259                                            |
| 1961 | 1961                                             |                                                  | 1.183                                            | 1.183                                            |
| 1967 | 1967                                             |                                                  | 1.171                                            | 1.171                                            |
| 1970 | 1970                                             |                                                  | 1.203                                            | 1.203                                            |
| 1980 | 1980                                             |                                                  | ?                                                | ?                                                |
| 1992 | 1992                                             |                                                  | 1.452                                            | 1.452                                            |
| 1995 | 1995                                             |                                                  | 1.384                                            | 1.384                                            |
| 2000 | 2000                                             |                                                  | 1.297                                            | 1.297                                            |
| 2005 | 2005                                             |                                                  | 1.266                                            | 1.266                                            |
| 2010 | 2010                                             |                                                  | 1.243                                            | 1.243                                            |
| 2015 | 2015                                             |                                                  | 1.220                                            | 1.220                                            |
| 2019 | 2019                                             |                                                  | 1.225                                            | 1.225                                            |
| Datenquelle: Historisches Gemeindeverzeichnis für Hessen: Die Bevölkerung der Gemeinden 1834 bis 1967. Wiesbaden: Hessisches Statistisches Landesamt, 1968. Weitere Quellen: bis 1970:; ab 1962 |                                                  |                                                  |                                                  |                                                  |

### Jüdische Gemeinde

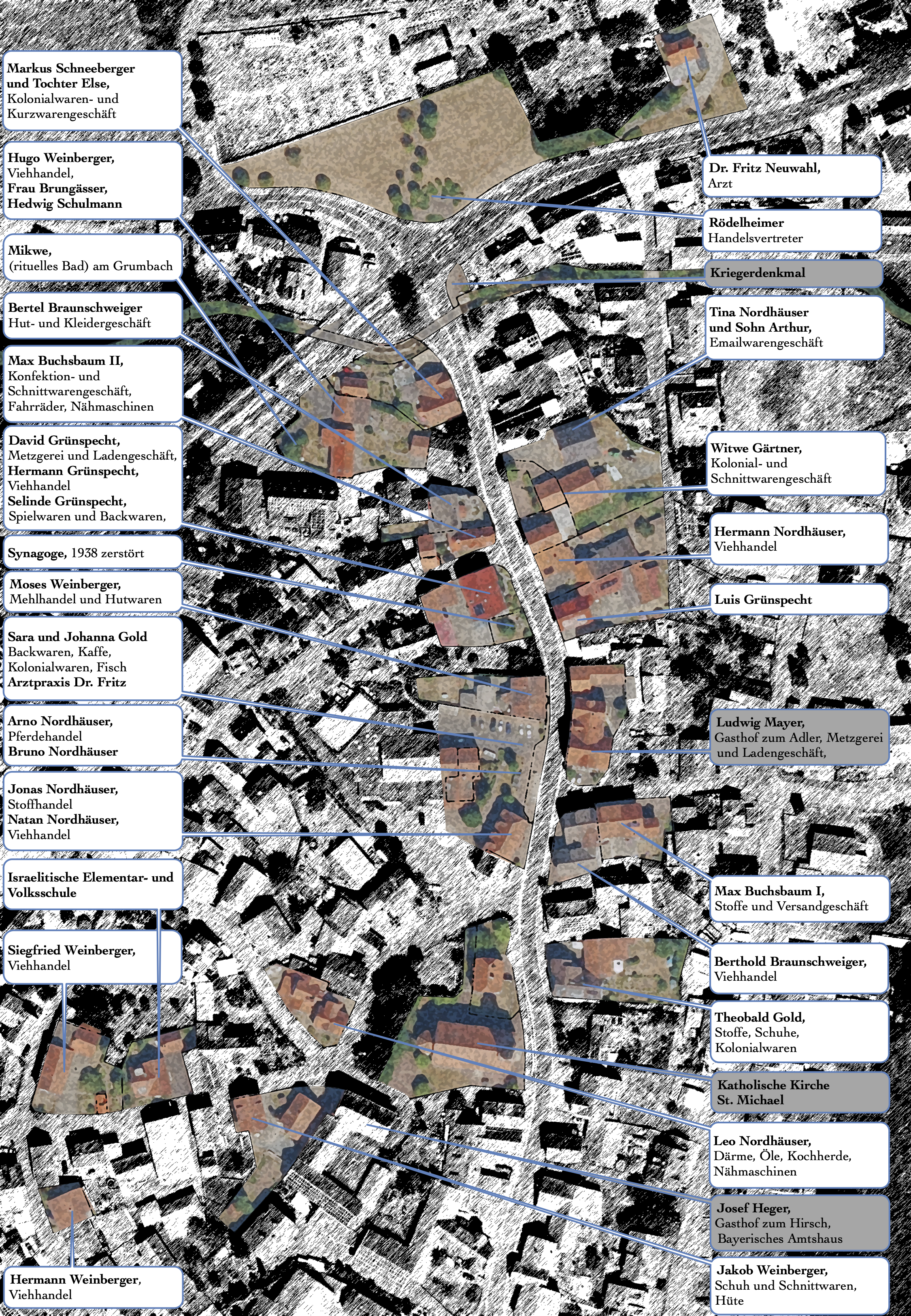
Die Häuser und Geschäfte jüdischer Familien in Wüstensachsen vor 1938

In Wüstensachsen bestand eine relativ große jüdische Landgemeinde und die jüdischen Bewohner stellten um 1809 17 % und 1924 10,3 % der Einwohner. Wüstensachsen war damit die Gemeinde mit dem höchsten Anteil an jüdischen Bewohnern in der hessischen Rhön.
Seit 1630 werden erstmals Juden am Ort genannt. In einer Verordnung von 1640 des Fürstbischofs von Würzburg wird den Bewohnern dieser Gegend ausdrücklich verboten, sich gegen Juden oder deren Eigentum zu vergehen. 1660 sind drei Juden urkundlich erwähnt. Ende des 18. Jahrhunderts zählte die jüdische Gemeinde 26 Familien, 1892 36 Familien. 1905 war die Mitgliederzahl der Gemeinde 118, um 1920 126 Personen. Die jüdische Gemeinde Wüstensachsen unterstand bis 1892 dem Distriktsrabbinat Gersfeld und wurde danach dem Provinzialrabbinat Fulda zugeteilt.
Die jüdischen Gewerbe in Wüstensachsen betrieben hauptsächlich Handel mit Vieh und landwirtschaftlichen Produkten und seit der 2. Hälfte des 19. Jahrhunderts gehörten eher kleinere Ladengeschäfte am Ort jüdischen Inhabern.  Das Warenangebot war auf den täglichen Bedarf auch der zahlreichen jüdischen Familien ausgerichtet, wie Lebensmittel, Kolonial- oder Backwaren, Stoffe, Lederprodukte, Kleidung und Schuhe. Später wurden Läden zu kleinen Kaufhäusern erweitert und Produkte wie Nähmaschinen und Fahrräder kamen hinzu. Die jüdischen Familien lebten fast alle an der heutigen Rhönstraße (frühere Hauptstraße), die im Volksmund auch „Judenberg“ hieß. Als Friedhof benutzte die jüdische Gemeinde den Jüdischen Friedhof (Weyhers).
Die Abwanderung der Juden aus Wüstensachsen begann auf Grund der Folgen des wirtschaftlichen Boykotts, der zunehmenden Entrechtung und der Repressalien bereits 1935. Die letzten jüdischen Einwohner wurden im November 1938 per Lastwagen nach Fulda abgeschoben und in sogenannten Judenhäusern untergebracht. Einzelne Familien oder Personen konnten nach Nord- und Südamerika, nach Südafrika und Palästina auswandern. Von den 82 Gemeindemitgliedern, die 1933 noch in Wüstensachsen lebten, wurden 51 in die Vernichtungslager deportiert und ermordet.

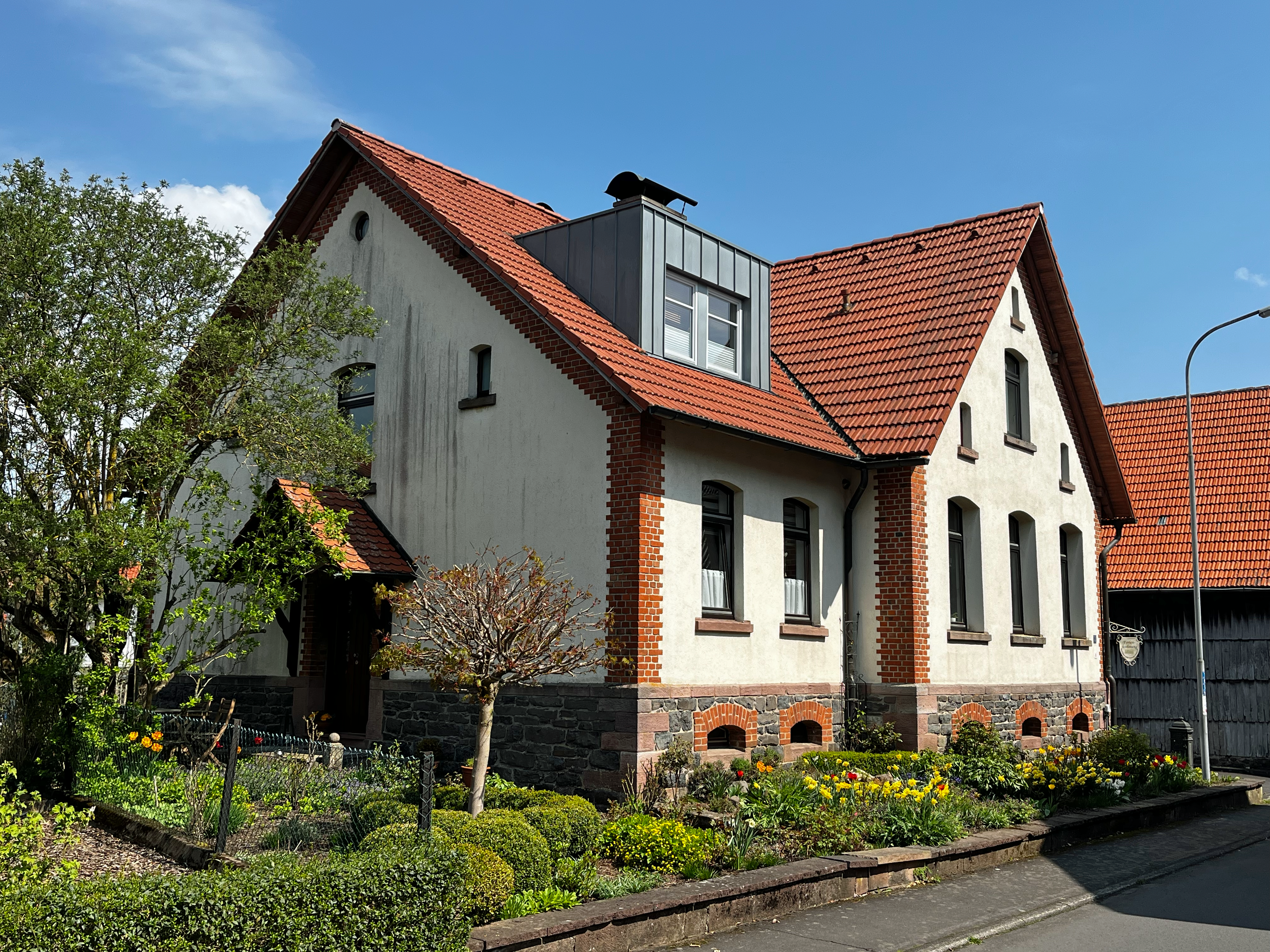
Israelitische Elementar- bzw. Volksschule Wüstensachsen

Die Synagoge von Wüstensachsen wird 1865 in einer Gemeindebeschreibung erwähnt, aus der deutlich wird, dass sie in einem schlechten Zustand war. Ein Synagogen-Neubau entstand dann um 1870. Nach 1933 kam es zu mehrfachen Schändungen und Beschädigungen der Synagoge. Beim Novemberpogrom 1938 wurde die Synagoge durch eine SA-Truppe geschändet, zerstört und abgerissen. Die Mauerreste der Synagoge wurden später abgetragen. Das Grundstück der früheren Synagoge ist heute unbebaut. Ein Gedenk- oder Hinweisstein ist nicht vorhanden. Die Synagoge stand zwischen dem Gebäude Rhönstraße 8 und dem Gebäude Rhönstraße 14. Eine Mikwe befand sich nicht weit von der Synagoge entfernt, an dem heute verrohrten Grumbach. Seit 1894 bestand eine Israelitische Elementar- und Volksschule, für die von 1899 bis 1903 ein neues Schulhaus erbaut wurde. 1938 musste die jüdische Schule geschlossen werden. Das Schulhaus kam 1941 in den Besitz der Gemeinde von Wüstensachsen, die darin das Bürgermeisteramt und die Gemeindebücherei einrichtete. Nach 1985 wurde das Gebäude zu einem Wohnhaus umgebaut.
Im Jahr 2014 wurde ein von dem aus Wüstensachsen stammenden Bildhauer Johannes Kirsch geschaffener Gedenkort für die von den Nazis vertriebenen und ermordeten jüdischen Mitbürger in der Ortsmitte eingerichtet. Im November 2021 wurde mit der Verlegung von „Stolpersteinen“ durch den Bildhauer Gunter Demnig begonnen. Am 4. Oktober 2022 wurden zusätzliche 14 Stolpersteine in Wüstensachsen durch die Initiative „Stolpersteine in Wüstensachsen – Das Projekt“ verlegt. Die Liste der Stolpersteine in Ehrenberg (Rhön) dokumentiert die bisher im Ortsteil Wüstensachsen verlegten Stolpersteine.

## Kultur und Sehenswürdigkeiten
Römisch-katholische Pfarrkirche St. Michael

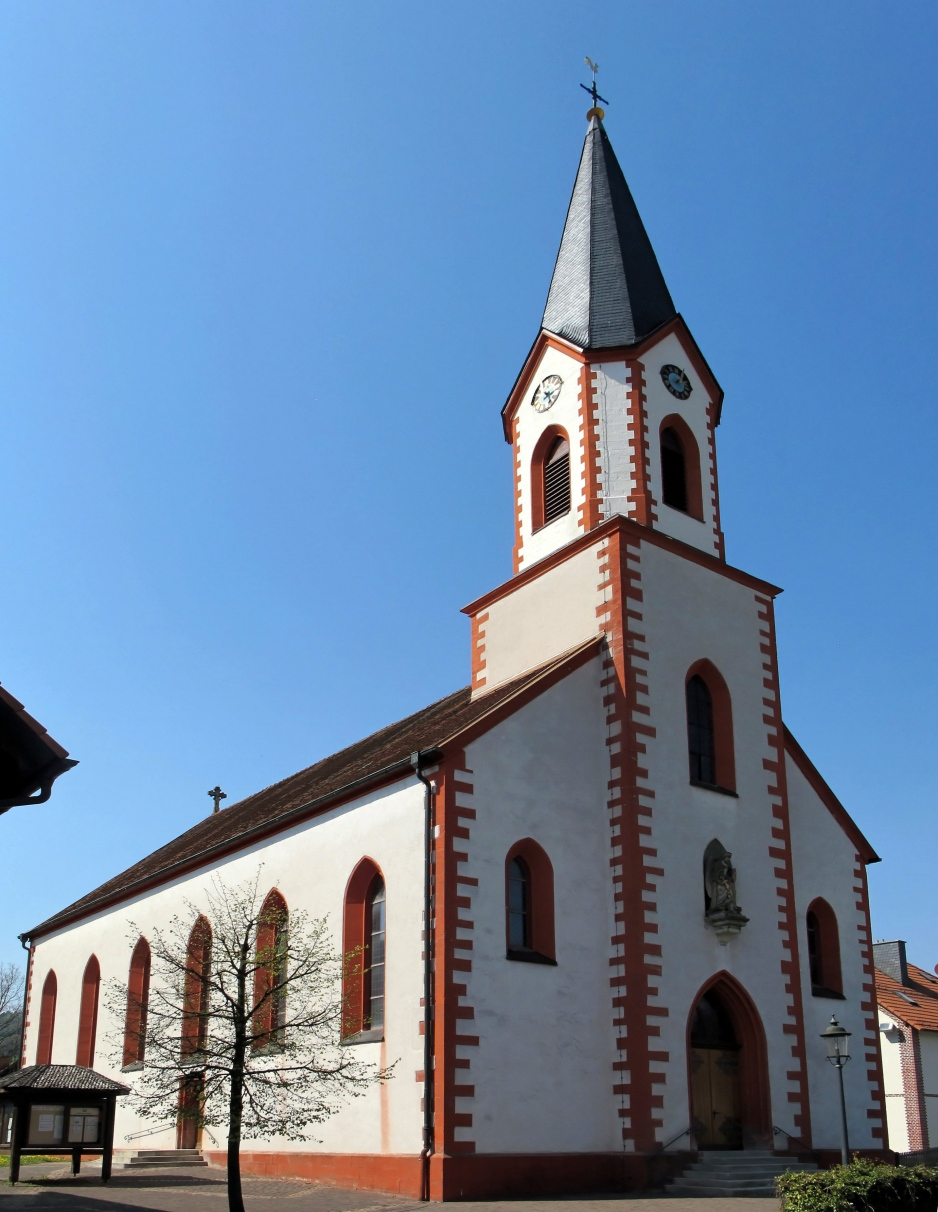
Katholische Pfarrkirche St. Michael

Die 1851/52 nach einem Entwurf des Baumeisters Mack errichtete neugotische Saalkirche St. Michael besitzt sechs Fensterachsen mit Spitzbogenfenstern und einen eingezogenen, dreiseitig geschlossenen Chor. Der einspringende Ostturm steht in der Fassade, geht im zweiten Geschoss in ein Achteck über und ist mit einem Spitzhelm bekrönt. Das Taufbecken von 1717 wurde von der Vorgängerkirche übernommen. Über dem spitzbogigen Portal befindet sich eine Wandnische mit einer Statue von Erzengel Michael.
Amtshaus

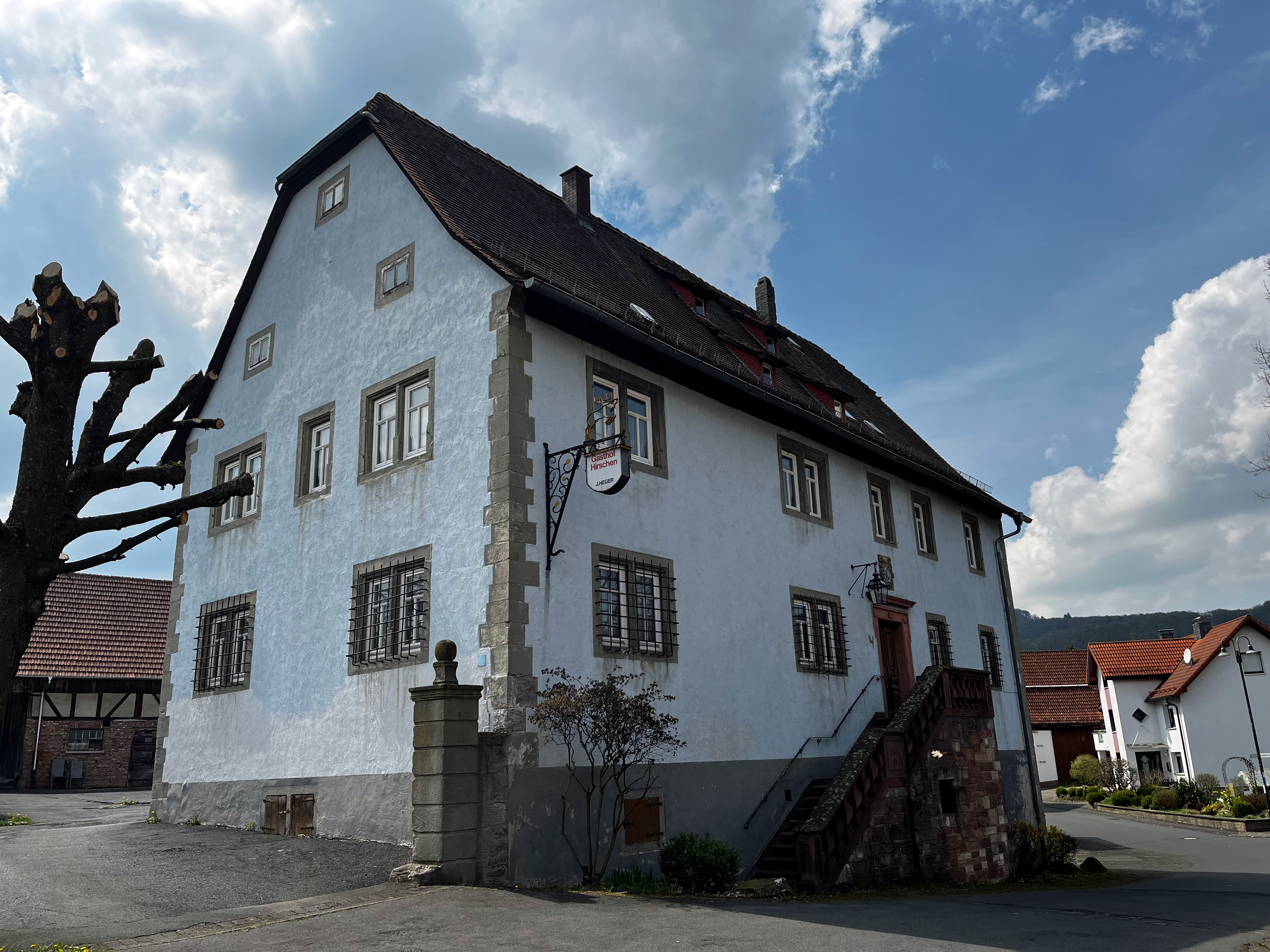
Bayerisches Renaissance Amtshaus

Das ehemalige um 1660 erbaute Amtshaus der Würzburger Julius-Universität (jetzt Gasthof Zum Hirsch) südlich der Kirche ist ein festes, zweistöckiges Gebäude aus der Renaissancezeit mit zum Teil gekuppelten Fenstern und Krüppelwalmdach. An der Straßenseite befindet sich ein großes Fenstergewände und ein Stein mit Wappen des Würzburger Fürstbischofs Johann Philipp von Schönborn (1642–1673) und Buchstaben W V S. Im ehemaligen Gerichtssaal (jetzt Gaststube) ist an der Decke eine einfache Stuckverzierung erhalten: Justitia (Göttin der Gerechtigkeit) mit Schwert und Waage. In einem Zimmer des ersten Stocks befinden sich ebenfalls Stuckverzierung mit Fruchtbündel und Wappen des Würzburger Fürstbischofs Julius Echter von Mespelbrunn und der Jahreszahl 1696. Am Hofeingang befinden sich rustizierte Torpfosten mit Steinkugeln. Im Anschluss an den Preußisch-Österreichischen Krieg von 1866 musste Bayern das Bezirksamt Gersfeld, zu dem Wüstensachsen gehörte, mit den Ämtern Tann, Hilders und Weyhers an Preußen abtreten. Das bayrischen Amtshaus wurde von Georg Adam Heger vom Heufelder Hof erworben und in eine Gastwirtschaft umgewandelt, die aus topographischen Gründen die „obere Wirtschaft“, genannt wurde.
Israelitische Elementar- bzw. Volksschule
Das jüdische Schulhaus, erbaut von 1899 bis 1903, ist ein typisches Schulhaus aus der Zeit um 1900. Der hohe Sockel besteht aus Basaltsteinen mit einer Eckquaderung aus Buntsandsteinen, die Kellerfenster besitzen Backsteinsegmentbögen. Die Umfassungswände bestehen aus verputztem Backsteinmauerwerk. Auffallend sind die charakteristischen Segmentbögen über den teilweise relativ hohen Fenstern.
Gedenkort für die jüdischen Mitbürger
Im Jahr 2014 wurde ein von Bildhauer Johannes Kirsch geschaffener Gedenkort für die von den Nazis vertriebenen und ermordeten jüdischen Einwohner von Wüstensachsen in der Ortsmitte errichtet. Der Gedenkort liegt unterhalb der Kirche von Wüstensachsen. Er enthält die Inschriften: „Was ihr einem meiner geringsten Brüder getan habt, das habt ihr mir getan" und: "Zum Gedenken an unsere jüdischen Mitbürger, die durch den Nationalsozialistischen Rassenhass verfolgt und getötet wurden“.
Lindenallee zu den Ritterhöfen
Die Allee stellt den Rest eines Weges vom ehemaligen Schloss an der Ulster zum außerhalb der Ortschaft gelegenen Ritterhof dar. Es wird vermutet, dass der Ritterhof als Hofgut des Wüstensachsener Schlosses von Karl von Thüngen im 16. Jahrhundert angelegt wurde. Mit der Umlegung der Straße im Zuge von Flurbereinigungen in den 20er Jahren des 20. Jahrhunderts verschwanden die Linden in Richtung der Ulsterbrücke. Die verbliebenen alten und knorrigen Bäume, die unterhalb des Ritterhofes wuchsen, wurden 1936 unter Naturschutz gestellt und 1968 unter dem Namen „Lindenallee zu den Ritterhöfen“ als Naturdenkmal eingetragen. Bis 2001/2002 bestand die Allee noch aus 11 Linden und einer Ulme. Fünf Bäume sind verloren gegangen, zwei Bäume wurden 2014/2015 gefällt. Heute stehen noch vier Sommer-Linden. Das Naturdenkmal wird unter der Nummer 6.31.168 geführt.
Premiumwanderweg "Der Ehrenberger"
In Ehrenberg-Wüstensachsen startet der 12,2 Kilometer lange Premiumwanderweg "Der Ehrenberger". Der vom Deutschen Wanderinstitut zertifizierte Weg mit 80 Erlebnispunkten ist für Halbtages- oder Tageswanderungen geeignet. Der Rundweg mit einem mittleren Schwierigkeitsgrad führt durch die Schutzgebiete UNESCO-Biosphärenreservat Rhön FFH-Gebiet „Hochrhön“ (Natura 2000), Vogelschutzgebiet „Hessische Rhön“ (Natura 2000) und NSG „Schafstein bei Wüstensachsen“.

## Wirtschaft und Infrastruktur

### Verkehr
Durch Wüstensachsen verläuft die Bundesstraße 278. Nach Westen zweigt die Bundesstraße 284 nach Gersfeld über die Wasserkuppe ab. Untergeordnete Straßen führen von Wüstensachsen nach Oberelsbach in Unterfranken und zum Ehrenberger Ortsteil Reulbach.
Ab 1916 gab es mit der Bahnstrecke Götzenhof–Wüstensachsen eine Bahnanbindung, die 1966 für den Personenverkehr und einige Jahre später für den Güterverkehr wieder eingestellt wurde.
Des Weiteren führt der Rhönradweg von Bad Salzungen nach Hammelburg durch den Ort.

### Öffentliche Einrichtungen
In Wüstensachsen sind eine Grundschule, ein Kindergarten und eine Gemeindebücherei vorhanden.
Freizeitaktivitäten bietet das Freibad mit großer Liegewiese, der Paddelteich mit Bootsverleih sowie die Minigolfanlage auf dem Freizeitgelände.
Am Ortsrand befindet sich ein Abenteuerspielplatz mit Grillplatz.
Richtung Stirnberg lädt eine Kneippanlage, umgeben von grünen Wiesen und Obstbäumen, zum Entspannen und Erholen ein.

## Persönlichkeiten

### Söhne und Töchter der Gemeinde
- Otto Happel (* 28. Juli 1866 in Wüstensachsen; † 14. Oktober 1932 in Würzburg) war ein römisch-katholischer Theologe, Hochschulprofessor für Altes Testament und Rektor der Philosophisch-Theologischen Hochschule Passau[22].
- Johannes Kirsch (* 24. Mai 1930 in Wüstensachsen; † 6. Januar 2015 in Petersberg), war Bildhauer, Holzschnitzer und Medailleur.
- Neidhardt von Thüngen zu Wüstensachsen, (* 1. Mai 1545 Wüstensachsen; † 26. Dezember 1598 in Würzburg), Sohn von Karl von Thüngen zu Wüstensachsen und Elisabetha von Steinau genannt Steinrück, Neidhardt erhielt seine Ausbildung an der Domschule Würzburg. Am 20. Februar 1553 empfing er dort die Tonsur und wurde am 21. Februar 1553 Domzellar auf Nomination (Ernennung eines bischöflichen Beamten) des Dompropstes Daniel Stiebar von Buttenheim.[23] Er studierte an der Universität Köln (1561), an der Universität Freiburg (1562) und an der Universität Löwen (1564). Neithard wurde 1569 Domkapitular und am 11. September 1571 Domscholaster in Würzburg. Als Würzburger Delegierter nahm er am Reichstage zu Speyer 1570 teil. In Würzburg wurde Neithard von Thüngen zu einem vertrauten Mitarbeiter Bischof Julius Echter von Mespelbrunn. Er unterzeichnete als  Domdechant den Stiftungsbrief für das JuliusspitaI. Am 1. April 1574 wurde er zum Propst von Stift Neumünster in Würzburg und am 12. September 1591 zum Propst des Ritterstiftes St. Burkard in Würzburg gewählt. Von von 1591 bis zu seinem Tod 1598 wurde er zum Fürstbischof des Hochstiftes Bamberg gewählt. Sein Grabdenkmal befindet sich seit der Restaurierung des Bamberger Doms im linken Seitenschiff der Michaelskirche in Bamberg.[24]
- Karl von Thüngen zu Wüstensachsen und Greifenstein bei Bonnland († vor 2. Juli 1576), würzburgischer Amtmann im Amt Homburg an der Werren und im Amt Fladungen, verheiratet mit Elisabetha von Steinau genannt Steinrück.[24]
- Reus von Thüngen, Sohn des Karl von Thüngen zu Wüstensachsen und der Elisabetha von Steinau genannt Steinrück, studierte 1561 in der Universität zu Ingolstadt, am 6. April 1559 Nomination zum Domizellar durch den Domdechant des Domstifts Würzburg Wolfgang Theodorich von Hutten, Resignation (freiwilliger Amtsverzicht) am 13. Februar 1565 zu Gunsten seines Bruders Philipp von Thüngen.[23]
- Philipp von Thüngen, Bruder von Reus von Thüngen, († 29. Februar 1598 in Wüstensachsen), am 13. Februar 1565 Nomination zum Domizellar durch den Domdechant des Domstifts Würzburg Johann Adam von Grumbach, Resignation 1568. Beide waren Brüder des Fürstbischof Neithard von Thüngen.
- Neithard Wilhelm von Thüngen, († 1625), Sohn von Karl von Thüngen zu Wüstensachsen und der Anna Maria von Herbilstadt, tonsuriert zu Würzburg am 1. März 1600, am 4. März 1600 Nomination zum Domizellar  des Domstifts Würzburg durch den Würzburger Domherren Johann Christoph Neustetter genannt Stürmer.[23]
- Johann Christoph von Thüngen zu Wüstensachsen, Bruder des Neithard Wilhelm von Thüngen, tonsuriert zu Würzburg am 8. Februar 1615, am 15. März 1615 Nomination zum Domizellar durch Theodorich von Giech und Provision des Fürstbischofs Johann Gottfried von Aschhausen. Resignation am 15. Oktober 1621 zu Gunsten seines Bruders Ludwig Konrad von Thüngen.[23]
- Ludwig Konrad von Thüngen zu Wüstensachsen, Bruder des Johann Christoph von Thüngen, am 15. Oktober 1621 Nomination zum Domizellar durch Nomination des Hieronymus von Würzburg, Kapitular 1628 ; Domherr zu Bamberg am 11. Oktober 1619. Ludwig Konrad wurde 1635 bei einer Hochzeit zu Kronach von dortigen Bürgern ermordet.[23]

## Bildergalerie

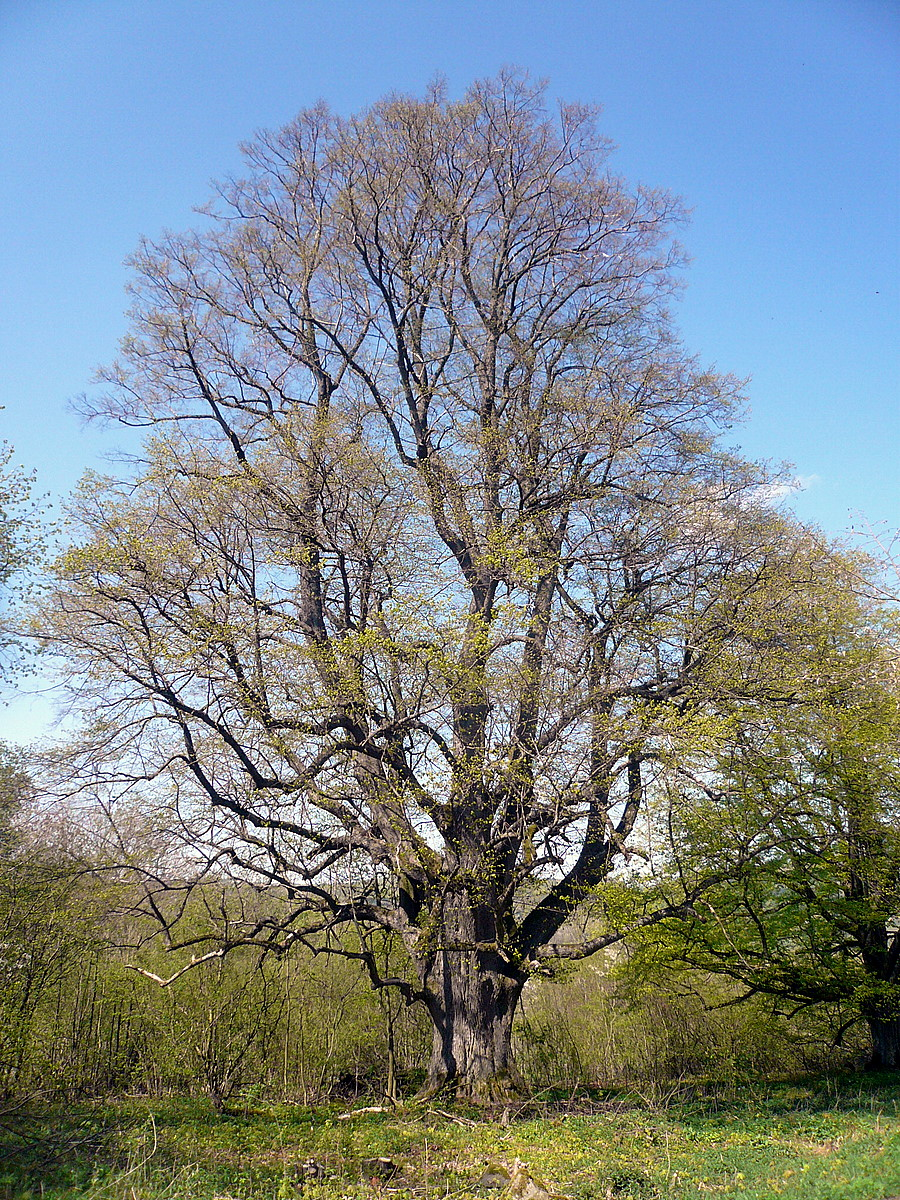
Lindenallee am Ritterhof
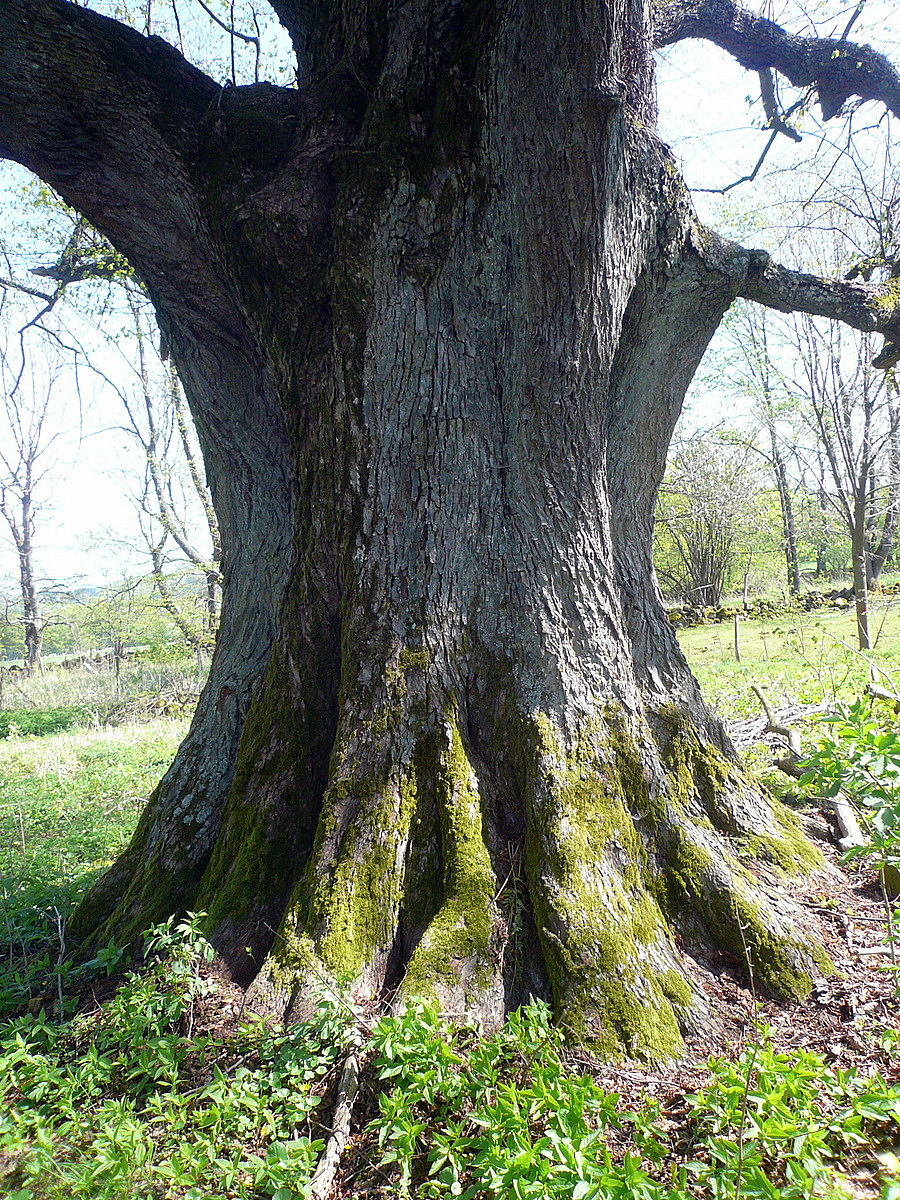
Lindenallee am Ritterhof
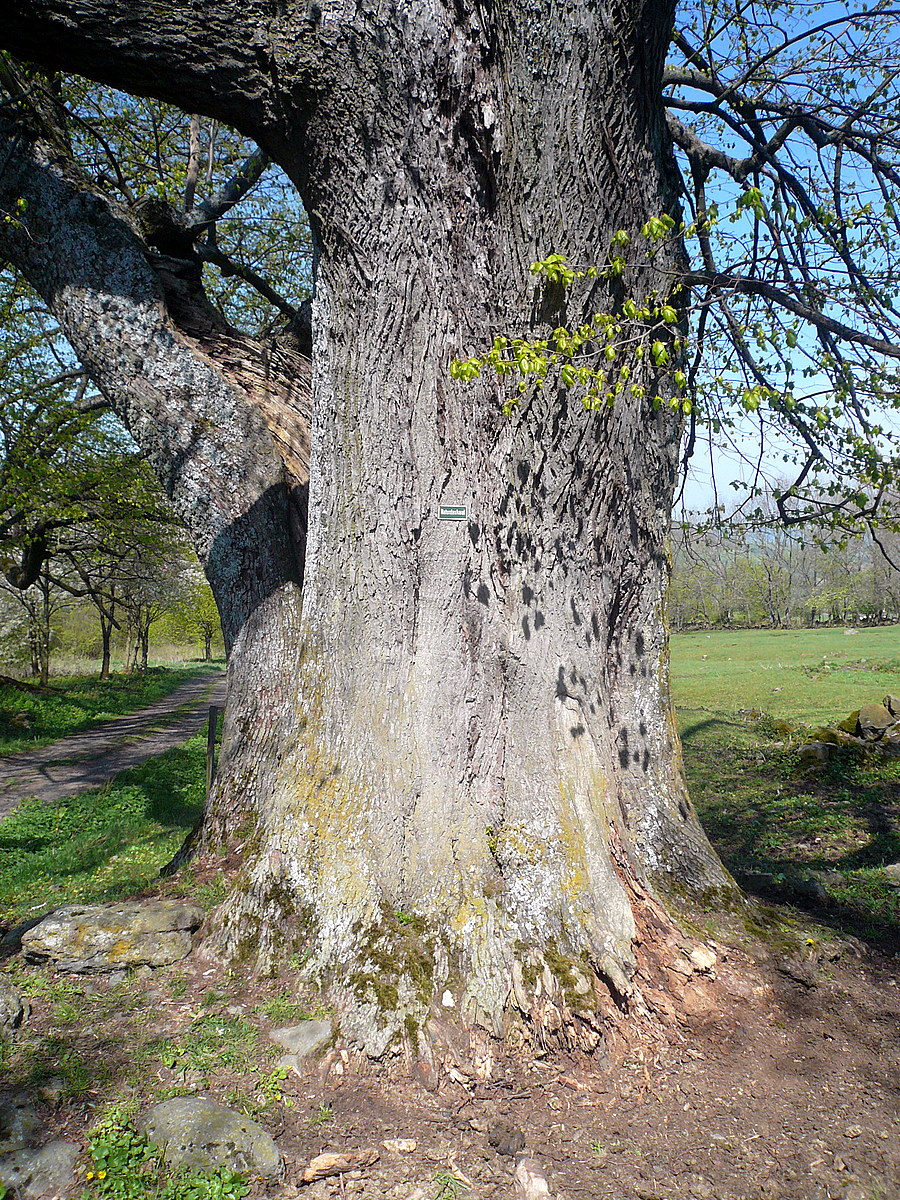
Lindenallee am Ritterhof
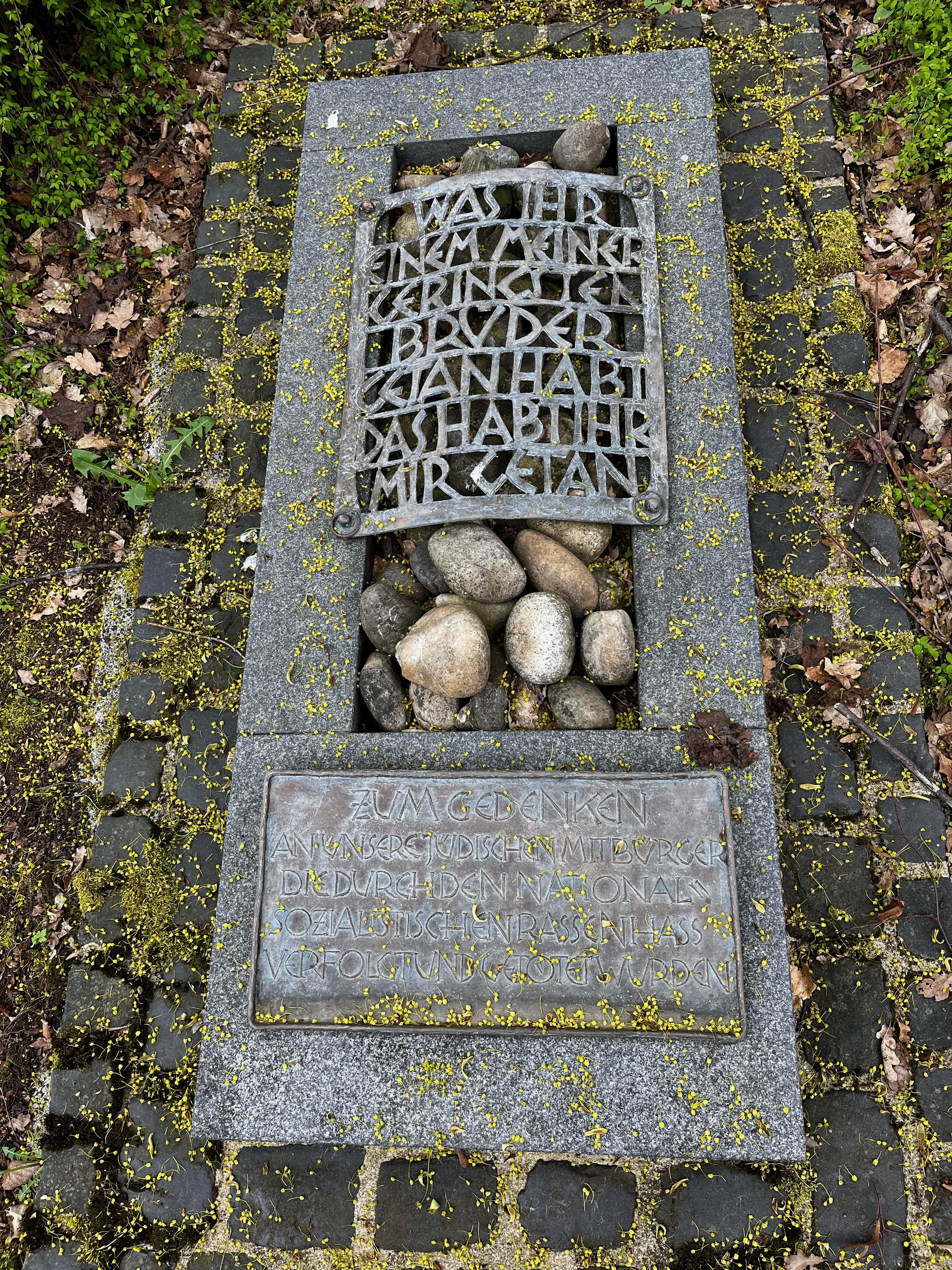
Gedenkort für die von den Nazis vertriebenen und ermordeten jüdischen Einwohner